# Dunkerstraße (Tallinn)

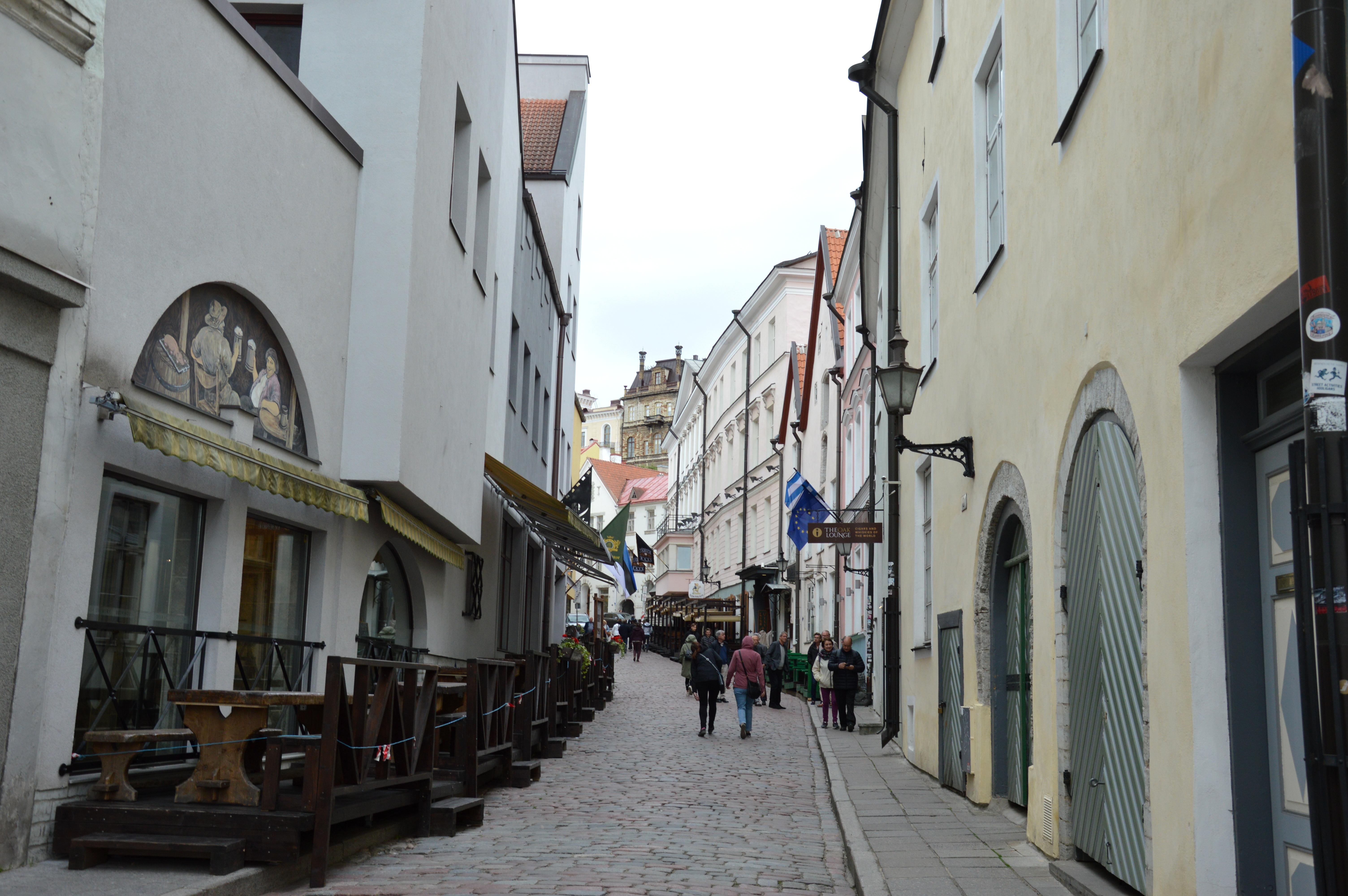
Dunkerstraße, Blick von Osten, 2018

Die Dunkerstraße (estnisch Dunkri tänav) ist eine Straße in der estnischen Hauptstadt Tallinn (deutsch Reval).
Sie verläuft vom Rathausplatz (estnisch: Raekoja plats) im Osten aus über etwa 100 Meter in westlicher Richtung bis zur Raderstraße (Rataskaevu tänav). Am westlichen Ende an der Einmündung auf die Raderstraße besteht ein kleiner Platz auf dem sich der Radbrunnen befindet. In einer Ecklage am nordwestlichen Ende steht das Hotel St. Petersbourg. Im Straßenverlauf bestehen mehrere gastronomische Einrichtungen.
In der Zeit der Ordensherrschaft befand sich in der südlich gelegenen Nikolaistraße (Niguliste tänav) das Revaler Stadtmünzhaus, dessen Grundstück bis zur Dunkerstraße reichte. Hieraus ergab sich der alte Straßenname der Dunkerstraße Straße hinter der Münze. Der heutige Name Dunkerstraße soll auf den im 15. Jahrhundert im Haus Nummer 4 der Straße lebenden und für den Revaler Magistrat arbeitenden Koch Hans Dunker zurückgehen. Historisch waren in der Dunkerstraße Handwerker und insbesondere auch Goldschmiede ansässig.
Die Häuser Dunkerstraße 6 und 9 gehen jeweils bis auf das 15. Jahrhundert zurück und sind als Denkmäler eingetragen.